# Michael Charles Evans
Michael Charles Evans (Londra, 10 agosto 1951 – Norwich, 11 luglio 2011) è stato un vescovo cattolico britannico.

## Biografia
Michael Charles Evans nacque a Camberwell, nel borgo londinese di Southwark, il 10 agosto 1951. È cresciuto nella contea del Kent.

### Formazione e ministero sacerdotale
Frequentò la Simon Langton Grammar School di Canterbury e poi studiò filosofia e teologia nel seminario interdiocesano "San Giovanni" di Wonersh.
Il 22 giugno 1975 fu ordinato presbitero per l'arcidiocesi di Southwark nella chiesa di San Giovanni del seminario di Wonersh. In seguito fu vicario parrocchiale a Richmond per due anni. Nel 1979 conseguì il Master's Degree in teologia presso il Heythrop College dell'Università di Londra. Lo stesso anno venne nominato professore di teologia al seminario "San Giovanni" di Wonersh, del quale fu anche vice-rettore dal 1985 al 1987. Contemporaneamente, svolse l'incarico di cappellano alla scuola del convento di Santa Teresa ad Effingham. Dal 1987 al 1993 fu cappellano degli studenti universitari di Londra Sud. Dopo esser tornato all'insegnamento di teologia nel seminario per due anni, nel 1995 venne nominato parroco della parrocchia di Sant'Agostino a Tunbridge Wells.
Oltre ai suoi incarichi pastorali, dal 1994 svolse l'incarico di presidente del comitato diocesano per la giustizia e la pace. Fu anche membro del comitato britannico per il dialogo ecumenico fra metodisti e cattolici dal 1991 e della commissione internazionale congiunta tra la Chiesa Cattolica e il Consiglio metodista mondiale dal 1996.

### Ministero episcopale
Il 14 febbraio 2003 papa Giovanni Paolo II lo nominò vescovo di East Anglia. Al momento dell'annuncio dichiarò: "Sono rimasto stupito di essere nominato vescovo di East Anglia e ho un vero senso della mia indegnità per questa responsabilità ma ho accettato questo nuovo ministero con un 'sì' gioioso ma nervoso. Non vedo l'ora di conoscere la famiglia diocesana dell'East Anglia e di lavorare con i miei fratelli sacerdoti e diaconi come un'équipe dedita al ministero di Cristo. Mentre mi preparo per la mia ordinazione, chiedo a tutti di ricordarmi nelle loro preghiere". Ricevette l'ordinazione episcopale il 19 marzo successivo nella cattedrale di San Giovanni a Norwich dal cardinale Cormac Murphy-O'Connor, arcivescovo metropolita di Westminster, co-consacranti l'arcivescovo metropolita di Southwark Michael George Bowen e quello di Cardiff Peter David Gregory Smith. Durante la stessa celebrazione prese possesso della diocesi. La cerimonia fu caratterizzata da un grande coinvolgimento dei giovani e dai canti di Taizé. Questo serviva per dare il tono a un ministero che avesse un forte accento sui giovani e sul portarli al cuore della vita e della missione della Chiesa.
I suoi regolari incontri con il consiglio diocesano della gioventù da lui istituito continuarono fino a poco prima della sua morte e presso la sua casa a Poringland teneva regolarmente ritiri giovanili, messe e veglie a lume di candela, così come cene a base di pizza, falò, fuochi d'artificio e il suo caratteristico chili-con-carne in varie forme.
Grande sostenitore dell'educazione cattolica e immensamente orgoglioso delle eccellenti scuole della diocesi, visitò tutte le scuole entro il primo anno di episcopato e negli anni successivi fu un visitatore abituale, trovando e portando gioia allo staff e ai giovani. Che si trattasse di un'assemblea di gruppo annuale o di un grande evento, era un partecipante amichevole, stimolante ed entusiasta. Nonostante il grave peggioramento delle condizioni di salute, non vedeva l'ora di partecipare alle celebrazioni di fine anno alla St. Louis Middle School di Bury e di fine mese della St. Louis Primary School di Newmarket.
Il costante e profondo impegno del vescovo Michael per il Vangelo della giustizia e della pace si rifletteva nel suo stile di vita personale, caratterizzato da semplicità e integrità. Affrontò i problemi in modo compassionevole, metodico, pastorale e giusto. Si ispirò alla sua fede cattolica e all'insegnamento della Chiesa, in particolare a papa Paolo VI e alla sua enciclica Populorum Progressio. Anche l'arcivescovo salvadoregno Óscar Romero fu per lui fonte di ispirazione per l'essere stato un grande eroe nella difesa dei diritti dei poveri e dei diseredati. Il vescovo Evans fu membro fondatore del Romero Trust. Ebbe anche il privilegio di celebrare la messa sull'altare dove fu ucciso Romero e si interessò alla proposta di istituire un altare in suo onore nella cattedrale di Southwark.
Anche come vescovo rimase attivo nel campo dell'ecumenismo e del dialogo interreligioso. Nel 2006 fu uno dei quattro copresidenti del Forum islamo-cristiano istituito da Rowan Williams, arcivescovo di Canterbury. A livello locale, i suoi rapporti con i leader di altre Chiese e fedi furono sempre caratterizzati da calore e sincera amicizia.
Poco dopo la sua ordinazione a vescovo venne nominato presidente del comitato per il dialogo e l'unità dei cristiani della Conferenza episcopale di Inghilterra e Galles.
Fu anche un rinomato sostenitore per tutta la vita del Leeds United Football Club.
A capo di questa diocesi, che ha solo il 4% di cattolici contro una media nazionale del 10%, monsignor Evans intraprese una completa ristrutturazione del tessuto parrocchiale per far fronte alla mancanza di sacerdoti.
Nel 2007 si dimise da Amnesty International. Ne era membro da 30 anni e aveva parte del suo consiglio per un certo periodo. Le dimissioni furono un atto di protesta contro il passaggio da un atteggiamento neutrale in materia di aborto all'introduzione del "diritto all'aborto" tra i diritti umani essenziali.
Nel febbraio del 2010 compì la visita ad limina.
Nel novembre del 2006 annunciò tramite l'ufficio diocesano di Norwich di essere affetto da un cancro alla prostata e di essere sottoposto a radioterapia per curarsi.
In seguito disse di essere stato aiutato a superare la malattia dall'équipe di radioterapia del Norfolk and Norwich University Hospital, dal sostegno della comunità e dalla sua fede in Dio. Disse:
I suoi impegni durante gli ultimi sei anni tesero ad aumentare piuttosto che diminuire e si recava ovunque fosse necessario nelle contee di Norfolk, Suffolk, Cambridgeshire e dell'Autorità Unitaria di Peterborough. In effetti, la maggior parte dei suoi successi nel rinvigorire la comunità cattolica, raggiungere i giovani, coltivare le vocazioni e preparare una comunità cattolica in crescita per un futuro con un minor numero di sacerdoti furono attutati durante il periodo della sua malattia. Solo un ictus che lo colpì nel settembre del 2010 lo rallentò ma continuò a viaggiare molto per la diocesi fino all'inizio del 2011.
Domenica 2 gennaio 2011, infatti, il vescovo Michael rilasciò una dichiarazione a tutte le chiese cattoliche nella diocesi di East Anglia. Quello che segue è un estratto da questa dichiarazione:
La dichiarazione fu rilasciata a tutti i cattolici nella diocesi dell'East Anglia e ricevuta da tutti coloro che assistettero alle messe in tutta quella regione dell'Inghilterra. Il vescovo Michael concluse il comunicato come segue:
Anche allora, era determinato a "convivere con il morire" piuttosto che arrendersi, e continuò a esercitare la cura pastorale della diocesi e ad adempiere agli impegni che erano possibili data la sua condizione. La domenica di Pentecoste cresimò 46 giovani nella cattedrale di San Giovanni Battista a Norwich. In seguito conferì le cresime a fedeli adulti presso la basilica di Nostra Signora di Walsingham. Nelle settimane immediatamente prima della sua morte, celebrò la prima comunione e la cresima per i giovani nella chiesa parrocchiale di Poringland. Avrebbe anche dovuto tenere l'omelia all'ordinazione di uno dei suoi seminaristi, Padraig Hawkins, sabato 9 luglio.
Giovedì 7 luglio fu però ricoverato al Norfolk & Norwich University Hospital dopo essere crollato a casa sua. Non riprese più conoscenza. Morì serenamente alle 19:10 dell'11 luglio 2011 all'età di 59 anni. Le esequie si tennero mercoledì 20 luglio alle ore 13:30 nella cattedrale di San Giovanni Battista a Norwich e furono presiedute da monsignor Vincent Nichols, arcivescovo metropolita di Westminster. La cerimonia vide la partecipazione di circa 30 vescovi, 120 sacerdoti, 20 diaconi e della madre di 96 anni del vescovo, Jeanette. In accordo con i suoi desideri, la salma fu cremata presso il City Crematorium di Dereham Road a Norwich. Le sue ceneri furono successivamente sepolte nella cattedrale di Norwich di fronte a un'icona di San Felice di Dunwich, un vescovo del VII secolo a cui fu attribuito il merito di aver portato il cristianesimo nell'Anglia orientale e che monsignor Evans proclamò patrono della diocesi.

## Genealogia episcopale
La genealogia episcopale è:
- Cardinale Scipione Rebiba
- Cardinale Giulio Antonio Santori
- Cardinale Girolamo Bernerio, O.P.
- Arcivescovo Galeazzo Sanvitale
- Cardinale Ludovico Ludovisi
- Cardinale Luigi Caetani
- Cardinale Ulderico Carpegna
- Cardinale Paluzzo Paluzzi Altieri degli Albertoni
- Papa Benedetto XIII
- Papa Benedetto XIV
- Papa Clemente XIII
- Cardinale Marcantonio Colonna
- Cardinale Giacinto Sigismondo Gerdil, B.
- Cardinale Giulio Maria della Somaglia
- Cardinale Carlo Odescalchi, S.I.
- Cardinale Costantino Patrizi Naro
- Cardinale Lucido Maria Parocchi
- Papa Pio X
- Papa Benedetto XV
- Papa Pio XII
- Cardinale Eugène Tisserant
- Papa Paolo VI
- Arcivescovo Domenico Enrici
- Arcivescovo Michael George Bowen
- Cardinale Cormac Murphy-O'Connor
- Vescovo Michael Charles Evans